# Igor Andrejev

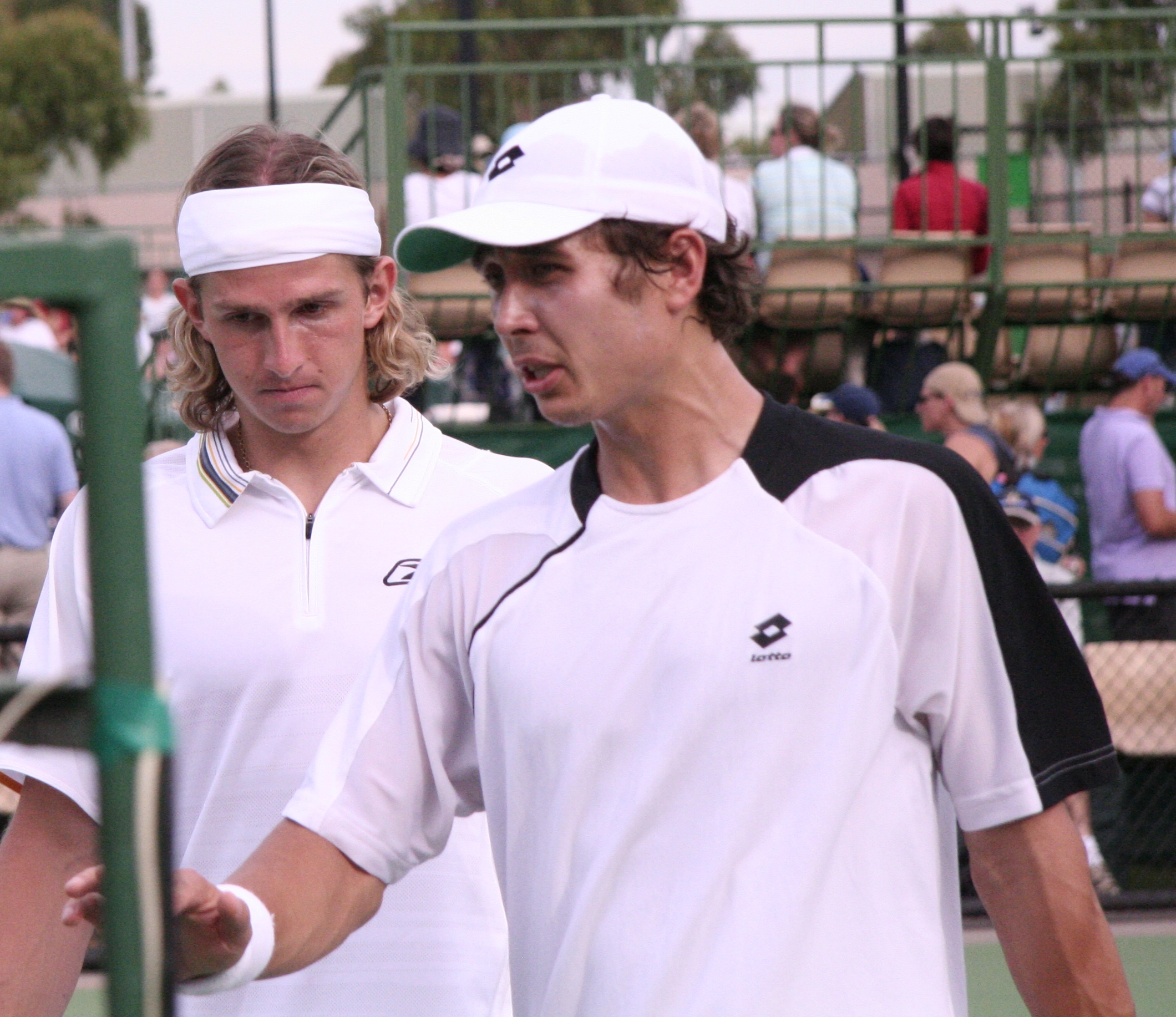
Andrejev med sin dubbelpartner Igor Kunitsyn 2007

Igor Valerjevitj Andrejev (ryska: Игорь Валерьевич Андреев), född 14 juli 1983 i Moskva, är en högerhänt professionell rysk tennisspelare. Spelar på ATP-touren sedan 2002 och hans högsta ranking i singel är som nummer 24 (april 2006) och i dubbel som nummer 59 (juli 2005). Han har till juli 2008 spelat in 2 663 595 US dollar.

## Titlar

### Singel (3)
- 2005 - Valencia, Palermo, Moskva

### Dubbel (1)
- 2004 - Moskva (med Nikolaj Davydenko)